# Heterocnephes lymphatalis
Heterocnephes lymphatalis is een vlinder uit de familie van de grasmotten (Crambidae), uit de onderfamilie van de Spilomelinae. De wetenschappelijke naam van deze soort is voor het eerst voorgesteld als Nosophora lymphatalis door Charles Swinhoe in een publicatie uit 1889.
De soort komt voor in India (Assam), Bhutan, China, Myanmar, Cambodja, Maleisië, Thailand, Maleisië, Indonesië (Borneo).